# Stefan Genow
Stefan Asenow Genow (ur. 23 czerwca 1956) – bułgarski trener piłkarski.

## Kariera szkoleniowa
Nigdy nie grał profesjonalnie w piłkę nożną. Pracę szkoleniową rozpoczął już w wieku dwudziestu lat w małym klubie Torpedo Karłowo. Przez kolejne cztery lata prowadził inne drużyny z prowincji, FK Nesebar i Minior Rudozem. W 1983 został włączony do sztabu Łokomotiwu Płowdiw, gdzie zajmował się szkoleniem młodzieży. Pracował na tym stanowisku łącznie przez dwadzieścia jeden lat, aż do 2009.
W międzyczasie, w 2006 ponownie rozpoczął samodzielną pracę trenerską z dorosłymi drużynami. Przez cztery lata szkolił zespoły z Syrii, ale po powrocie do Bułgarii powrócił do pracy z młodzieżą w Łokomotiwie.
Ostatecznie zrezygnował z niej jesienią 2009, kiedy po zwolnieniu Iwana Marinowa otrzymał propozycję prowadzenia pierwszej drużyny Łokomotiwu. Wytrzymał na tym stanowisku tylko półtora miesiąca; w grudniu 2009 został zastąpiony przez Naciego Şensoya.
W październiku 2010 został zatrudniony w Czerno More Warna. Na koniec sezonu 2010/2011 zajął z nim szóste miejsce w tabeli.